# ابراهیم بن علی بن ابی‌طالب
ابراهیم بن علی بن ابی‌طالب از فرزندان علی بن ابی طالب و از کشته شدگان کربلا است. 

## نسب
پدر ابراهیم علی بن ابی طالب و مادرش امّ‌ ولد بود.از زمان و محل تولد و دوران رشد او گزارشی در دست نیست. 

## روز عاشورا
طبق گزارش ابن فندق، او در هنگام درگذشت، بیست ساله بود، ولی این گزارش با نقل ابن شهر آشوب مبنی بر این که ابراهیم از پدرش، علی، نقل روایت کرده‌است، سازگاری ندارد.
مگر آن که بگوییم نقل ابراهیم، با واسطه بوده و با گذشت زمان، سلسله سند حدیث دچار کاستی شده‌است. ابراهیم در کربلا به دست زید بن دفاف به کشته شد، جابر بن عبدالله انصاری بر وی نماز گزارد و قبر او در  کربلا است.